# Barići (Teslić)
Barići (szerbül: Барићи), település Bosznia-Hercegovinában, a Szerb Köztársaságban, Teslić községben.

## Fekvése
A település Bosznia-Hercegovina középső részének északi szélén, Dobojtól légvonalban 24, közúton 28 km-re délnyugatra, községközpontjától légvonalban 2, közúton 3 km-re délnyugatra, a Borja-hegység északi lejtői alatti medencében, a Mala Usora és Velika Usora folyók között, 220-250 méteres magasságban található. Tőle északra, a Mala Usora mentén halad át a Teslićről Banja Lukára vezető főút. 

## Népessége
| Nemzetiségi csoport | Népesség 1991 | Népesség 2013 |
| ------------------- | ------------- | ------------- |
| Szerb               | 40            | 869           |
| Bosnyák             | 716           | 416           |
| Horvát              | 301           | 93            |
| Jugoszláv           | 42            | 0             |
| Egyéb               | 52            | 18            |
| Összesen            | 1151          | 1396          |

## Története
Barići már a középkorban is jelentékeny település volt, melyet a területén található három középkori temető és a Mala Usora jobb partján található középkori templom fennmaradt alapfalai is bizonyítanak. A középkorban a bogumilizmus volt az uralkodó vallás, amely a 15. századra szinte teljesen eltűnt. Enne az emlékei a mindhárom temetőben fennmaradt jellegzetes sírkövek, a stećakok. 1463 májusának elején II. Mehmed oszmán szultán seregével Boszniára tört és könnyedén meghódította azt. I. Mátyás magyar király 1463 végén a velenceiekkel szövetségben hadsereget vezetett az oszmánok ellen, sikerült Jajcáig behatolnia, és kiszorítani őket Észak-Boszniából. A töröktől visszafoglalt területeket bánságokba szervezte, így jött létre a Jajcai és a Szreberniki bánság, melynek az Usora vidéke is része lett. 1527-ben végül Gazi Huszrev bég foglalta el végleg a térséget, amely 1878-ig az Oszmán Birodalom fennhatósága alatt maradt.
A település 1878-ig tartozott az Oszmán Birodalomhoz, ekkor a berlini kongresszus határozata alapján az Osztrák-Magyar Monarchia része lett. 1879-ben az első osztrák-magyar népszámlálás során a Tešanji járáshoz és Ranković községhez tartozó településnek 8 háztartása és 81 római katolikus lakosa volt. A legtöbb környékbeli faluhoz hasonlóan Barići is az osztrák-magyar hatóságok kereskedelmi létesítményeinek megnyitásával indult fejlődésnek. A monarchia szétesésével 1918-ban előbb a Szerb-Horvát-Szlovén Királyság, majd 1929-től a Jugoszláv Királyság része lett. Az 1929-es törvény értelmében, amikor Bosznia-Hercegovinát négy banovinára, Drinskára, Vrbaskára, Zetskára és Primorskára osztották, a település a Vrbaska banovina része lett, amelynek székhelye Banja Luka volt. 
Jugoszlávia megszállása után a Független Horvát Állam (NDH) része lett. A második világháború után 1992-ig a település a szocialista Jugoszlávia keretében a Bosznia-Hercegovinai Népköztársaság része volt. 1992 júliusának végén mecset lerombolásával egyidejűleg a muszlimokat kiűzték otthonukból, és közülük többeket brutálisan meggyilkolták a következő három évben. 1992 és 1995 között a nem szerb lakosság mintegy 90%-át kiüldözték Barićiból. Sok barići lakos találta meg új otthonát néhány európai országban, valamint a tengerentúli országokban, távol szülőhelyétől. A daytoni egyezmény aláírása után a település Teslić község részeként a Szerb Köztársaság területéhez került. A barići muszlimok és horvátok száműzetése egészen 2000-ig tartott, amikor megkezdődött a barićiak tömeges hazatérése. 2004-re a helyi muszlimok felépítették az új mecsetet. A katolikusoknak nincs templomuk a település hívői a teslići Szent József plébániához tartoznak.

## Oktatás
Barići első muszlim iskolája a 19. század végén vagy a 20. század elején épült a mai mecset helyén, azon a területen, amelyet Kopić Mujo, Ferhat fia adományozott az iszlám közösség szükségleteire. Ez volt a szervezett vallási élet kezdete a gyarapodó iszlám közösség számára. A településen ma a „Vuk Karadžić” Általános Iskola területi iskolája működik.

## Nevezetességei
- Az első mecset építését Barićiban 1969 elején kezdeményezte a barići gyülekezet. Végül 1945-ben épült iskola lebontásáról döntöttek. Az új mecset építése körülbelül 19 hónapig tartott (1969. áprilistól 1970. október 14-ig), amikor ünnepélyesen megnyitották és vallási használatba vették. Az új épület a modern szabványok szerint, modern építési technológiával épült és vallási intézményként 32 évig szolgált, amikor 1992. július 31-én csetnikek lerombolták. A lakosság visszatérésével 2000-ben megkezdődött az új mecset építése, mely 2004-ben fejeződött be, amikor hivatalosan is megnyitották.[6]

- Barići középkori temető maradványai a muszlim temető mellett, 3 darab, nyugat-keleti tájolású, láda alakú, fennmaradt stećak sírkővel.[4]

- Crkvena – középkori templom és temető maradványai a Mala Usora jobb partja feletti hosszúkás magaslaton 9 darab fennmaradt stećakkal. A temető feltárása során a középkori templom alapfalai is előkerültek.[4]

- Kamenje – középkori temető maradványai, 6 darab,  nyugat-keleti tájolású, láda alakú fennmaradt stećakkal.[4]